# Linea Amagi
La linea Amagi (甘木線?, Amagi-sen) è una linea ferroviaria della Ferrovia di Amagi, che collega la stazione di Kiyama (sulla linea principale Kagoshima) nel distretto di Miyaki, prefettura di Saga e la stazione di Amagi, nella città di Asakura, prefettura di Fukuoka.

## Storia
La linea fu aperta il 28 aprile 1939 dalle Ferrovie Nazionali Giapponesi come Linea Amagi, per fornire equipaggiamento militare all'aeroporto di Tachiarai. Nel 1981, la linea fu denominata linea locale specifica e considerata per la chiusura. I servizi di trasporto merci cessarono nel 1984.
Il 5 aprile 1985 la linea venne ceduta alla neonata compagnia ferroviaria del terzo settore, la Ferrovia Amagi che ereditò l'ex linea JNR il 1 aprile 1986.
L'azienda trasportava merci per lo stabilimento Kirin Brewery di Fukuoka, fondato nel 1966 sul sito dell'ex aeroporto di Tachiarai, ma ha cessato le operazioni di trasporto merci nel 1984 a causa del passaggio al trasporto su camion.

## Caratteristiche

### Linea
- Lunghezza: 13,7  km
- Scartamento: 1.067  mm
- Numero di corsie: corsia singola

### Stazioni
| Statione        | Nome giapponese | Distanza (tra le stazioni) | Distanza totale | Collegamenti                                | Posizione             | Posizione |
| --------------- | --------------- | -------------------------- | --------------- | ------------------------------------------- | --------------------- | --------- |
| Kiyama          | 基山駅          | -                          | 0.0             | JR Kyūshū: Linea principale Kagoshima       | Prefettura di Saga    | Kiyama    |
| Tateno          | 立野駅          | 1.3                        | 1.3             |                                             | Prefettura di Saga    | Kiyama    |
| Ogōri           | 小郡駅          | 2.5                        | 3.8             | Nishitetsu: Tenjin-Ōmuta (Nishitetsu Ogōri) | Prefettura di Fukuoka | Ogōri     |
| Ōitai           | 大板井駅        | 0.7                        | 4.5             |                                             | Prefettura di Fukuoka | Ogōri     |
| Matsuzaki       | 松崎駅          | 1.9                        | 6.4             |                                             | Prefettura di Fukuoka | Ogōri     |
| Imaguma         | 今隈駅          | 1.3                        | 7.7             |                                             | Prefettura di Fukuoka | Ogōri     |
| Nishi-Tachiarai | 西太刀洗駅      | 0.7                        | 8.4             |                                             | Prefettura di Fukuoka | Tachiarai |
| Yamaguma        | 山隈駅          | 1.2                        | 9.6             |                                             | Prefettura di Fukuoka | Chikuzen  |
| Tachiarai       | 太刀洗駅        | 0.8                        | 10.4            |                                             | Prefettura di Fukuoka | Chikuzen  |
| Takata          | 高田駅          | 1.4                        | 11.8            |                                             | Prefettura di Fukuoka | Chikuzen  |
| Amagi           | 甘木駅          | 1.9                        | 13.7            | Linea Nishitetsu Amagi                      | Prefettura di Fukuoka | Asakura   |